# Prehistorik
Prehistorik es un videojuego de plataformas desarrollado por Titus Interactive para las plataformas Amiga, Atari ST, Amstrad CPC y DOS y publicado en 1991.

## Mecánica de juego
El jugador controla a un Homo neanderthalensis armado con un garrote. El objetivo del juego es recolectar comida. Para ello, el jugador puede golpear a los diferentes animales que aparecen en su camino para dejarlos inconscientes, o recoger las frutas que están dispersas a lo largo del nivel, incluyendo dentro de las cuevas. Para avanzar al siguiente nivel, el jugador debe conseguir una cantidad mínima de comida.
El juego consiste de siete niveles y en cada nivel par el jugador debe enfrentar un jefe.

## Secuela
Titus Interactive publicó Prehistorik 2 en 1993 para las plataformas DOS y Amstrad CPC.